# عوام‌فریبی

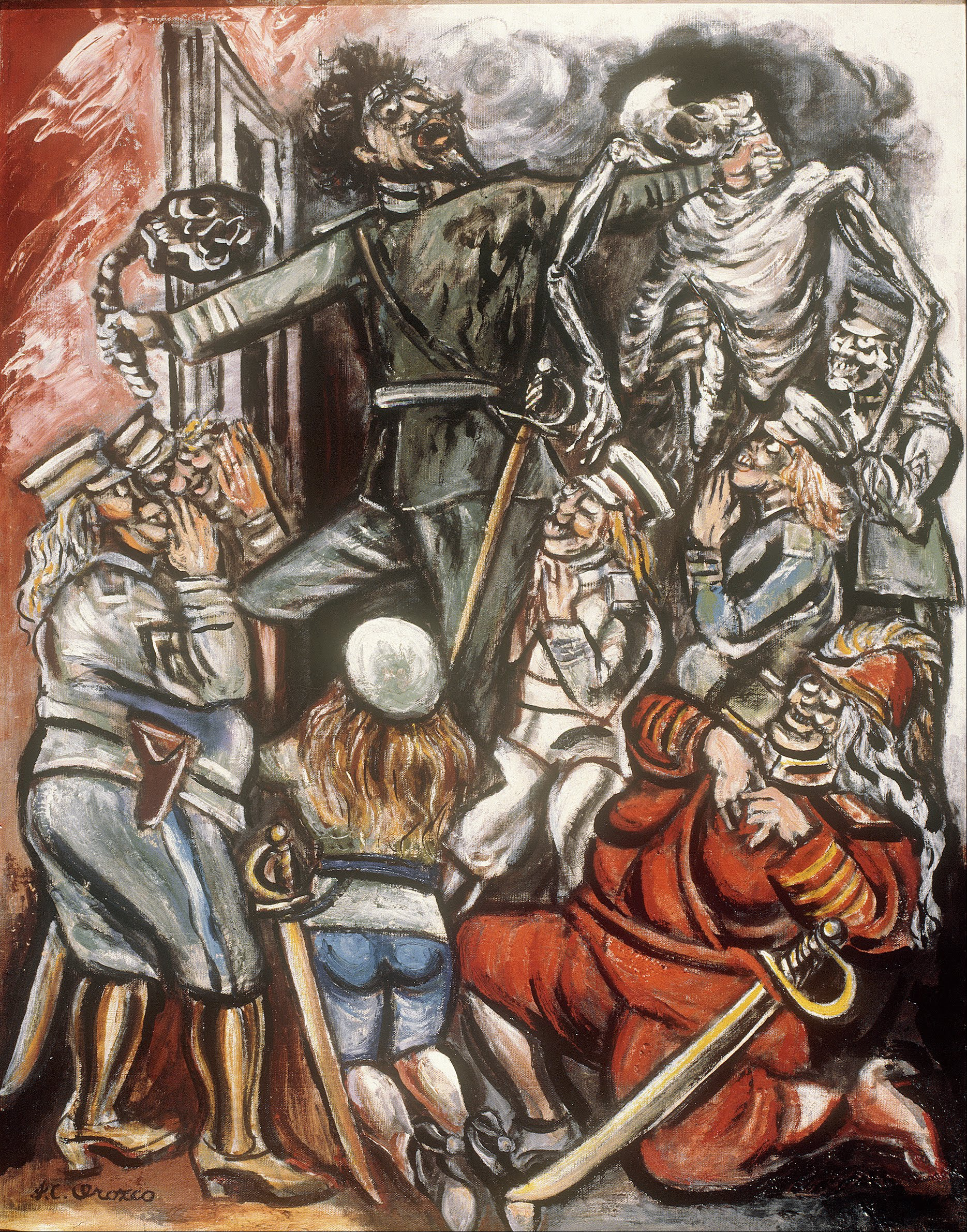
نقاشی خوزه کلمنته اوروزکو به نام عوام فریب

عوام فریب یا دِماگوگ (به انگلیسی: Demagogue, ‎/ˈdɛməɡɒɡ/‎؛ از واژه یونانی δημαγωγός، به معنای «رهبر مردمی»، «رهبر اوباش»، از ترکیب ریشه‌های δῆμος به معنی مردم + ἀγωγός به معنی رهبر) یک رهبر سیاسی درون جامعه‌ای بر پایهٔ دموکراسی است که  با برانگیختن عوام در برابر نخبگان محبوبیت پیدا می‌کند. چنین شخصی به‌طور ویژه از طریق سخنوری و ایجاد شور و اشتیاق جمعیت را تحریک می‌کند و به احساسات مردم متوسل می‌شود. این احساسات می‌تواند با قربانی کردن گروه‌های بیگانه، اغراق در خطرات برای برانگیختن ترس در مردم، دروغ‌گویی برای تأثیرات عاطفی یا سایر لفاظی‌هایی که تمایل دارند تاملات منطقی را از بین ببرند و محبوبیت متعصبانه را تشویق کنند، باشد. عوام فریبان اغلب هنجارهای تثبیت شده برای رفتار سیاسی را زیر پا می‌گذارند و با وعده و وعید دادن یا تهدید کردن دیگران طرفدار جمع می‌کنند. 
راینهارد لوتین مورخ عوام فریب را این گونه تعریف می‌کند: «سیاستمداری است ماهر در سخنوری، چاپلوس و فحاش، گریزان از بحث در مورد مسائل حیاتی، همه چیز را به همه کس وعده می‌دهد، به جای عقل عمومی به احساسات متوسل می‌شود، با برانگیختن تعصبات نژادی، مذهبی و طبقاتی کار را پیش می‌برد. مردی که شهوت قدرت بدون توسل به اصول او را به سِمَتِ ارباب عامیان سوق می‌دهد. او برای قرن‌ها پیشه خود را به عنوان «مرد مردم» تعیین کرده‌است. او محصول یک سنت سیاسی است که تقریباً به قدمت خود تمدن غرب است.» :۳
عوام فریبی نخست در آتن باستان و در فضای دموکراسی این شهر ظاهر شد. عوام فریب‌ها از یک ضعف اساسی در دموکراسی سوء استفاده می‌کنند: از آنجا که قدرت نهایی در اختیار مردم است، این امکان برای مردم وجود دارد که این قدرت را به کسی بدهند که به پایین‌ترین خواستهٔ مشترک اکثریتشان متوسل می‌شود.  عوام فریبی معمولاً از اقدام فوری و قهرآمیز برای رسیدگی به یک بحران حمایت می‌کند و در عین حال مخالفان میانه‌رو و متفکر را به ضعف یا وفادار نبودن متهم می‌کند. بسیاری از عوام فریبان که به مقامات عالی اجرایی انتخاب شده‌اند محدودیت‌های قانون اساسی در مورد قدرت اجرایی را از بین برده‌اند و سعی کرده‌اند دموکراسی خود را به یک دیکتاتوری تبدیل کنند و گاهی با موفقیت چنین کردند.

## وجه تسمیه
دماگوژی (به انگلیسی: Demagogue)(به فرانسوی: Démagogie) را «عوام فریبی» یا «مردم فریبی» ترجمه کرده‌اند و در اصطلاح به گمراه کردن مردم از طریق دادن وعده‌ها و شعارهای دروغین اشاره می‌کند و دماگوگ یا عوام فریب کسی است که با ادعا و دروغ و وعده‌های بی‌پایه و اساس با تحریف حقایق سعی می‌کند مردم را به سوی خود بکشد و موافقت و پشتیبانی آنان را جلب کند.
عوام فریبی، اصطلاحی است که در اصل به یک رهبر مردمی عادی اشاره می‌کند؛ برای اولین بار در یونان باستان بدون بار منفی ابداع شد، اما در نهایت به معنای نوعی از رهبران مشکل‌ساز شد که گهگاه در دموکراسی آتن روی کار می‌آمدند. حتی اگر دموکراسی قدرت را به مردم عادی می‌داد، انتخابات همچنان به نفع طبقه اشراف بود که طرفدار مشورت و اسائه ادب بودند. عوام فریب‌ها نوع جدیدی از رهبران بودند که از طبقات پایین ظاهر می‌شدند. عوام فریب‌ها از اقدامات عاجل و فوری که معمولاً خشونت‌آمیز بود، بدون مشورت و با سریعاً، حمایت می‌کردند.
اصطلاح «دِماگوگ» تدریجاً به صورت یک واژه تحقیرآمیز در اشاره به رهبرانی مطرح شد که با دستکاری، تخریب یا تعصب به قدرت می‌رسیدند. :۳۲–۳۸ با این حال، آنچه یک عوام فریب را متمایز می‌کند را می‌توان مستقل از اینکه گوینده از یک رهبر سیاسی خاص حمایت می‌کند یا مخالف آن تعریف کرد. :۳۲–۳۸ چیزی که یک عوام فریب را متمایز می‌کند این است که این شخص چگونه قدرت دموکراتیک را به دست می‌آورد یا آن را در اختیار می‌گیرد: چنین شخصی با دادن وعده‌های اقدامات فوری یا خشونت‌آمیز، شکستن نهادهای دموکراتیک مستقر مانند حاکمیت قانون و… موجب برانگیختن احساسات طبقات پایین و افراد کم سواد در یک دموکراسی می‌شود و رأی آنان را کسب می‌کند. :۳۲–۳۸ جیمز فنیمور کوپر در سال ۱۸۳۸ چهار ویژگی اساسی عوام فریبی را شناسایی کرد: :۳۲–۳۸
- آنها خود را از جنس مردم عادی و عوام‌الناس و مخالف نخبگان و خواص معرفی می‌کنند.
- سیاست آنها به ارتباط درونی با مردم بستگی دارد که بسیار فراتر از محبوبیت سیاسی معمولی است.
- آنها این ارتباط و موج محبوبیت را به نفع جاه طلبی خود دستکاری می‌کنند.
- آنها قواعد رفتاری، نهادها و حتی قانون را تهدید می‌کنند یا آشکارا نقض می‌کنند.

ویژگی اصلی عوام فریبی، اقناع مردم از طریق اشتیاق، بستن بحث‌های منطقی و در نظر گرفتن گزینه‌های جایگزین است. در حالی که بسیاری از سیاستمداران در یک دموکراسی گهگاه بخش از حقیقت، ظرافت، یا نگرانی‌های طولانی مدت را برای حفظ حمایت مردم قربانی می‌کنند، عوام فریبان این کارها را بی‌امان و بدون خویشتن داری انجام می‌دهند. عوام فریبان «به جای عقل، به شور، تبعیض، تعصب، و جهل می‌پردازند».

## تاریخچه و ویژگی‌های عوام فریبی
| «                                                                   | در هر عصری، شرورترین نمونه های طبیعت انسانی را می توان در میان عوام فریب ها یافت. | » |
| —تامس ببینگتن مکولی، تاریخ انگلیس از کهن تا پادشاهی جیمز دوم (1849) |                                                                                   |   |

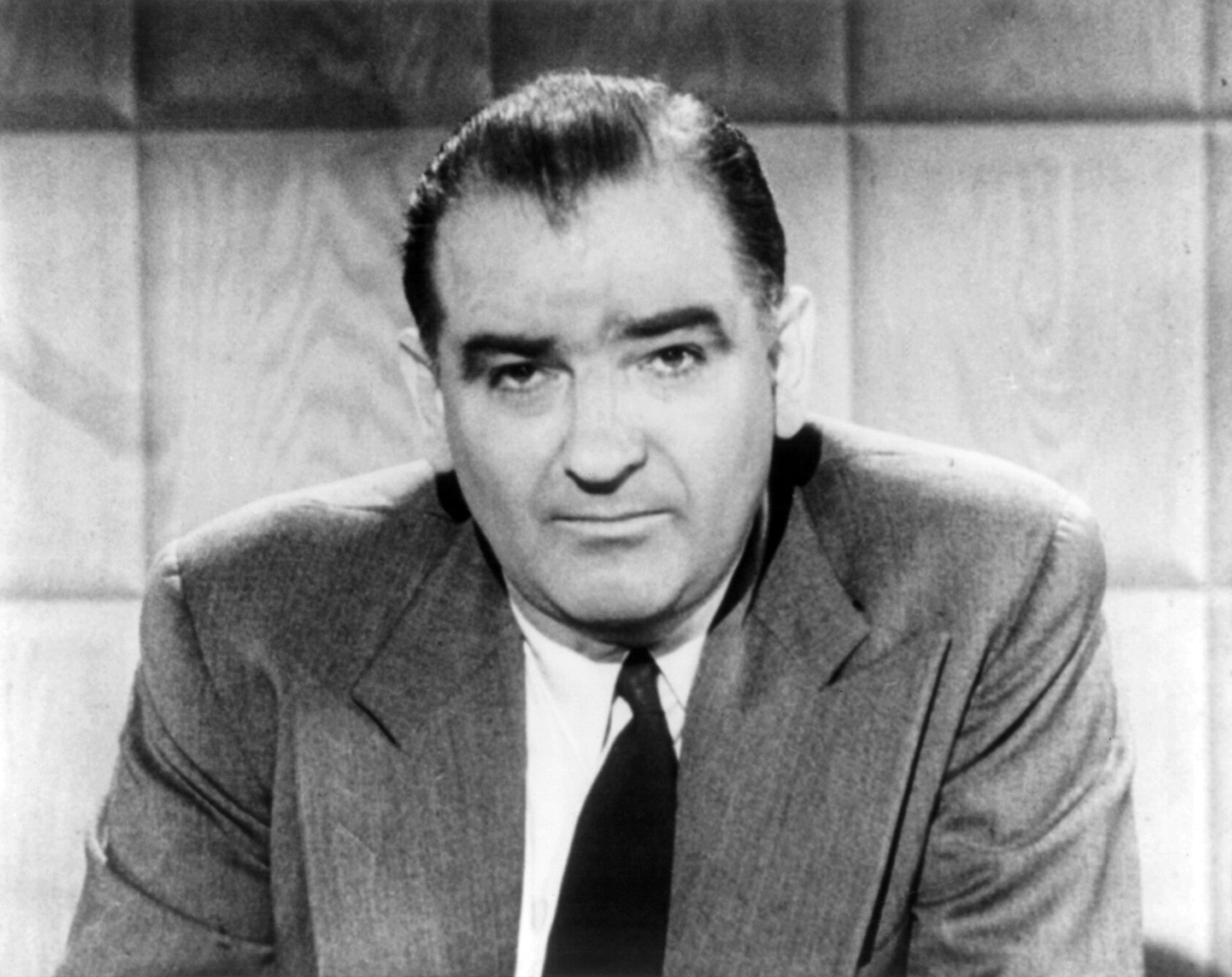
جوزف مک‌کارتی سیاست‌مدار آمریکایی که از ۱۹۴۷ تا زمان مرگش در ۱۹۵۷ سناتور جمهوری خواه ایالات متحده از ایالت ویسکانسین بود.

عوام فریب‌ها در طول تاریخ، از آتن تا دموکراسی‌های امروزی، بارها به قدرت رسیده‌اند. در حالی که بسیاری از عوام فریب‌ها شخصیت‌های منحصر به فرد و رنگارنگی دارند، تاکتیک‌های روانشناختی آنها در طول تاریخ مشابه بوده‌است.
کلئون آتنی اغلب به عنوان اولین عوام فریب تاریخ شناخته می‌شود. کلئون آتنی که با لقب «مرد عامی» شناخته می‌شد، با نادیده گرفتن آداب و رسوم مرسوم نخبگان اشرافی به قدرت رسید و عمدتاً به خاطر بی رحمی در حکومتش و به آستانهٔ نابودی کشاندن دموکراسی آتن شناخته می‌شود. :۴۰–۵۱ از معروف‌ترین عوام فریبان در دوره مدرن عبارتند از آدولف هیتلر، بنیتو موسولینی، هیوی لانگ، پدر کوفلین و جوزف مک‌کارتی، که همگی پیروان عوام‌الناس و عامی خود را به همان روشی که کلئون در پیش گرفته بود، با برانگیختن احساسات توده‌ها علیه آداب و رسوم و هنجارهای نخبگان اشرافی زمان خود، تحریک می‌کردند. :۳۲–۳۸ همه این‌ها، چه قدیمی و چه مدرن، چهار معیار کوپر را برآورده می‌کنند: ادعای نمایندگی مردم عادی، برانگیختن احساسات شدید در میان آن‌ها، بهره‌برداری از این واکنش‌ها برای به دست گرفتن قدرت، و شکستن یا حداقل تهدید کردن قواعد تعیین‌شده برای رفتار سیاسی، هر چند هر کدام به روش‌های متفاوتی چنین کاری را تحقق می‌بخشند. :۳۲–۳۸
عوام فریبان اغلب اوقات طبقات پایین و افراد کم سواد جامعه را استثمار کرده‌اند. در حالی که دموکراسی‌ها برای تضمین آزادی همگان و کنترل مردم بر اقتدار دولتی طراحی شده‌اند، عوام فریبی با استفاده از حمایت مردمی به قدرت می‌رسد و پس از آن همان آزادی‌ها و قوانین را تضعیف می‌کند یا در هم می‌شکند. :۳۸–۴۰ پولیبیوس مورخ یونانی فکر می‌کرد که دموکراسی‌ها ناگزیرند که توسط عوام فریبان از بین روند. او گفت که هر دموکراسی در نهایت به «دولت خشونت و دست قوی» بدل می‌شود که منجر به «مجمع‌های پرآشوب، قتل‌عام و تبعید» می‌گردد. :۳۸–۴۰
در حالی که خرد متعارف دموکراسی و فاشیسم را متضاد می‌داند، نظریه‌پردازان سیاسی باستان فکر می‌کردند که دموکراسی تمایلی ذاتی دارد که به یک حکومت پوپولیستی افراطی منجر شود و فرصتی ایدئال برای دستیابی به قدرت برای عوام فریبان فراهم کند. ایوو موزلی استدلال کرده که رژیم‌های توتالیتر ممکن است نتیجه منطقی دموکراسی توده‌ای بی بند و بار باشند.